# Madrid Bravos
Madrid Bravos je profesionální tým amerického fotbalu sídlící v Madridu, založen v roce 2023. Tým hraje od sezóny 2024 European League of Football (ELF).
Madrid Bravos byl představen jako nový tým v ELF 19. května 2023. Stal se tak druhým Španělským týmem v lize a to vedle týmu Barcelona Dragons, který hraje v ELF již od roku 2021. Název a logo nového týmu byly představeny 26. září, 2023.
Tým organizuje společnost Marlos Sports 2022 SL. Generálním ředitelem klubu Madrid Bravos se stal Jaime Martín Lostao. Týmy sídlící v Madridu, co hrají v nejvyšší španělské lize LNFA - Las Rozas Black Demons, Madrid Osos Rivas a Coslada Camioneros následně oznámily spolupráci s novým klubem.